# Sepang (district)
Sepang is een district en stad in de Maleisische deelstaat Selangor.
Het district telt 211.000 inwoners op een oppervlakte van 600 km².
Sepang is vooral bekend door zijn racecircuit, het Sepang International Circuit, waar sinds 1999 Formule 1- en MotoGP-races worden gehouden, en door de aanwezigheid van de Internationale Luchthaven Kuala Lumpur.
Gombak · 
Hulu Langat · 
Hulu Selangor · 
Klang · 
Kuala Langat · 
Kuala Selangor · 
Petaling · 
Sabak Bernam · 
Sepang